# 名島平次郎
名島 平次郎（名島 平治郎、なしま へいじろう、生没年不詳）は、日本の商人、醸造家、鳥取県の大地主。名島家4代目。

## 人物
伯耆国米子博労町（現・鳥取県米子市博労町）の人。屋号を「名和川屋」と号し、醤油醸造並びに砂糖綛糸卸売業を営み、目代役をつとめ、苗字帯刀を許される。
家運はもと微々として振るわなかったが、平次郎は早くから家業に奮勉し勤倹力行、家運の振興に意を用い焦心苦慮、商業につとめたため漸々隆運に向かい、家声を発揚した。荒尾家へ銀一貫目献上する。
1876年（明治9年）に三菱汽船により、大阪、境港、函館航路の開拓が請願され、1878年（明治11年）2月から瓊浦丸・九州丸の2隻が就航したが、このとき荷集取扱人として米子から5名（稲田喜重郎、坂口平吉郎、村上辰三郎、佐藤宗吉、名島平治郎）が名を連ねた。

## 家族・親族
名島家
- 嫡男・嘉吉郎（1845年 - 1909年、名島家5代目[3]、鳥取県多額納税者、醤油醸造兼砂糖綛糸商及代弁業、米子銀行、中国貯蓄銀行各取締役）[5]
  - 同長男・嘉吉郎（1877年 - ?、中国興業銀行頭取、名島合名会社代表社員、鳥取県多額納税者）[6]
- 二男・善市（1851年 - ?、杵村善右衛門の養嗣、醸造家）[3]
- 二女・すか（1855年 - ?、田村源太郎の妻）[7]

親戚
- 二女の夫・田村源太郎[7]（肥料商、醸造家、地主）
- 孫
  - 杵村直三郎（中国貯蓄銀行、山陰銀行各監査役、鳥取県多額納税者）
  - 田村源太郎[7]（肥料商、醸造家、地主、鳥取県多額納税者）